# Giorgi Gacharia
Giorgi Gacharia (gruzínsky გიორგი გახარია; * 19. března 1975 Tbilisi) je gruzínský politik, v letech 2019–2021 předseda vlády Gruzie. Mezi roky 2017 a 2019 působil jako místopředseda vlády a ministr vnitra ve vládě Mamuky Bachtedzeho.
Od května 2021 je předsedou strany Pro Gruzii.

## Vzdělání
V letech 1992–1994 studoval na fakultě historie Tbiliské státní univerzity. V období 1994–1999 studoval na Lomonosovově univerzitě, kde získal magisterský titul v oboru politologie.

## Soukromý život
Je ženatý a má jedno dítě. Je křesťanem. Do listopadu 2016 měl ruské občanství.